# Dumbbell Indemnity
Dumbbell Indemnity, llamado El bueno, la mala y el feo en Latinoamérica y Boda indemnización en España, es un episodio perteneciente a la novena temporada de la serie animada Los Simpson. Fue estrenado originalmente el 1 de marzo de  1998. Fue escrito por Ron Hauge y dirigido por Dominic Polcino. En el episodio, Moe trata de mantener a su novia junto a él usando una gran suma de dinero, pero cuando se agota, decide cometer un fraude de seguro. Homer lo ayuda, pero la policía lo atrapa y lo mete preso; luego, trata de vengarse de Moe cuando este no hace nada por sacarlo.

## Sinopsis
Todo comienza cuando, luego de oír a Moe quejándose de su mala suerte, Homer lo lleva a conocer mujeres. No tiene suerte en el bar, pero luego, en el camino de vuelta a su casa, conoce a Renée, una encantadora vendedora de flores, quien accede a salir con él. Con el tiempo, ambos salen juntos y se convierten en novios, aunque Moe gasta demasiado dinero en su novia. En una ocasión, al querer enviarle rosas, descubre que su tarjeta de crédito estaba saturada, por lo que debía pensar en otra manera de conseguir dinero para agasajar a su novia. 
Más tarde, Moe diseña un plan con Homer: Homer debía "robarle" su auto, colocarlo sobre las vías del tren y esperar que el expreso lo destruya, para así cobrar 5000 dólares de seguro. Sin embargo, Homer, cuando se dispone a dejar el auto en las vías, ve que había tiempo para ver una película en el autocinema, pero se queda dormido y pierde el tren, por lo que debe pensar en otra forma para destruir el auto.
Mientras que Homer robaba, Moe pasaba la noche con Renée en un barco en donde estaban todos los policías de la ciudad. Homer no tiene mejor idea que destruir el auto tirándolo al lago, frente a la vista de todos los policías del barco en donde iba Moe con su novia. Cuando cae al agua, Homer es arrestado. Moe cobra el dinero del seguro, pero Homer le pide que lo utilice para sacarlo de la cárcel. Sin embargo, Renée le pide a Moe unas vacaciones a Hawái, y él la consiente, como de costumbre, dejando a Homer preso. Más tarde logra escapar, y se dirige amenazante hacia la taberna de Moe.
Moe, mientras tanto, le cuenta toda la verdad a Renée, y luego le propone un plan para fingir su propia muerte y la de Homer. Renée, cansada, lo abandona, y en ese momento llega Homer al bar, dispuesto a vengarse. Sin embargo, el lugar comienza a incendiarse, y tanto Homer como Moe caen desmayados por el humo. Barney, quien estaba en el baño, ve la escena y los saca a ambos del lugar, junto con unos barriles de cerveza.
Cuando Moe y Homer despiertan, se vuelven a hacer amigos. Moe se da cuenta de que su bar está en ruinas, por lo que Homer le permite usar su propia casa como taberna.

## Producción

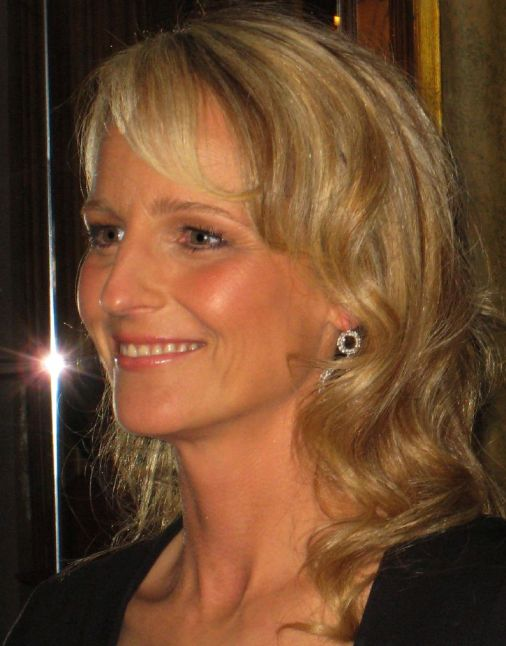
Helen Hunt, estrella invitada que hace de la voz de Reneé.

El episodio fue escrito por Ron Hauge, quien dijo que la idea se le ocurrió mientras trataba de hacer una historia que involucrase alguna actividad ilegal. Originalmente, Hauge había pensado en un título diferente para el episodio, llamándolo "Mutual of Moemaha", parodiando a la compañía de seguros Mutual of Omaha. El episodio iba a ayudar a desarrollar más al personaje de Moe en la serie, a pesar de que los escritores no pensaban que podrían hacer más episodios sobre él hasta mucho después.
El director, Dominic Polcino, y los animadores del episodio fueron elogiados por sus esfuerzos por sus compañeros, especialmente durante la escena en la cual Homer conduce por el precipicio en un intento de destruir el auto de Moe. Durante la animación de la secuencia, Polcino y sus animadores utilizaron varios carretes de cinta para grabar correctamente el ruedo de las llantas del auto, y  para crear un lago vívido y detallado, además de la animación de Homer hundiéndose hasta el fondo del lago. El productor ejecutivo Mike Scully comentó que "Es suficientemente difícil para nosotros tener nuevas ideas, pero cuando Dominic y los animadores pueden hacerlo, es realmente fantástico".

### Casting
El episodio tuvo como estrella invitada a Helen Hunt como Renee, la novia de Moe. Hunt dijo que le había gustado el diseño de su personaje, cuyo nombre es el mismo que el de la esposa de Hauge. Durante la realización del episodio, Hunt y Hank Azaria, quien hace la voz de Moe, eran pareja. En una entrevista con la Revista People en 1998, Mike Scully dijo que "Hank y Helen trabajaban tan bien que era difícil creer que eran una pareja real". En 1999, la pareja se casó, pero se divorciaron al año siguiente.